# 자미로콰이

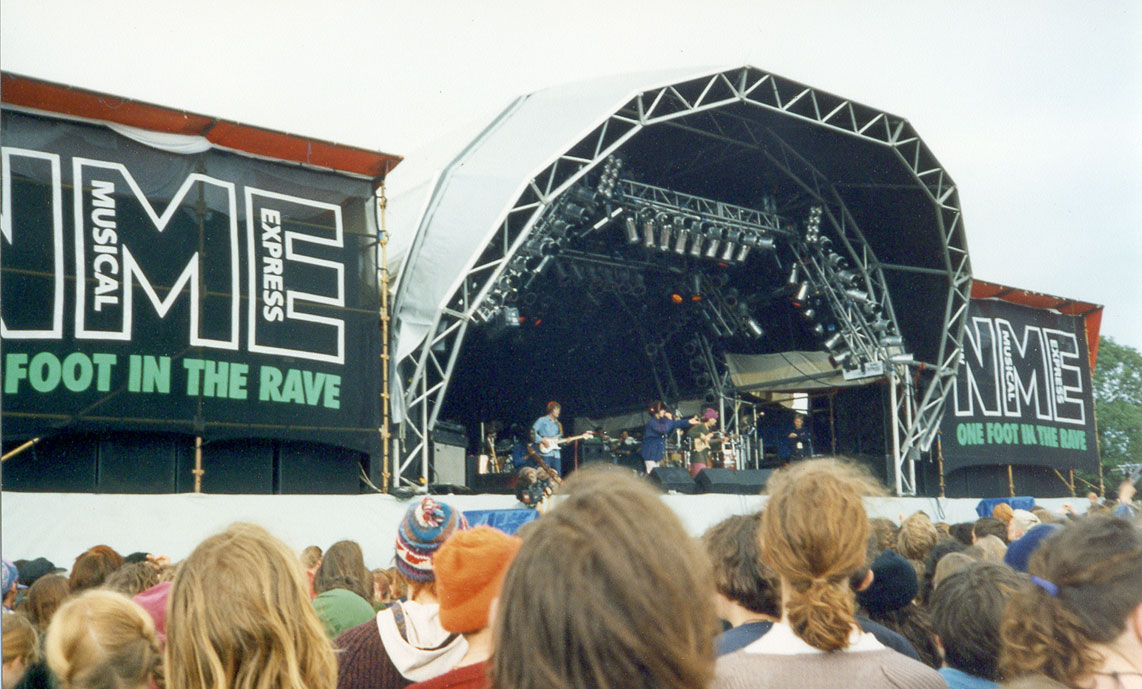
1993년 글라스톤버리에서의 라이브 공연.

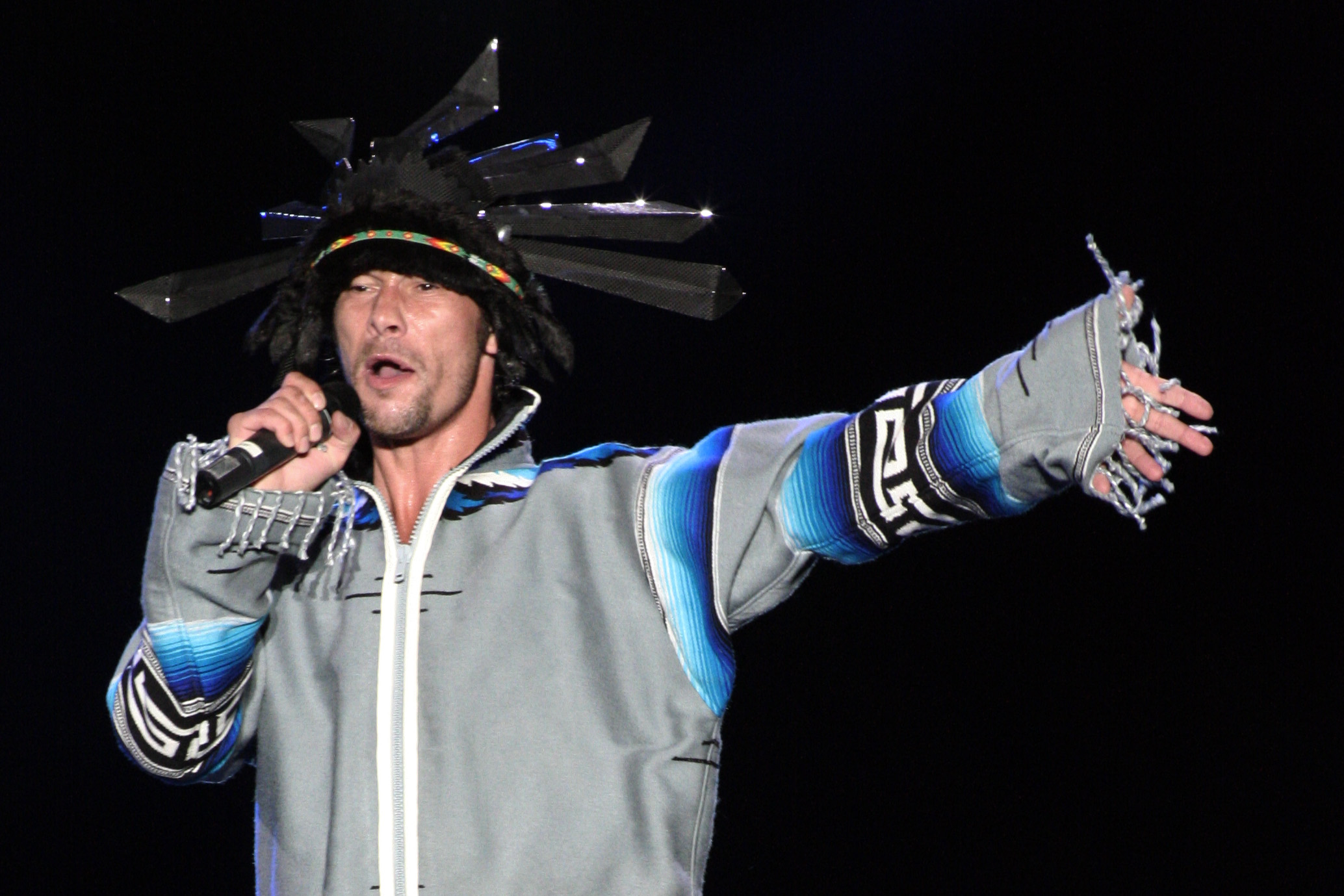
리드 싱어 제이슨 케이.

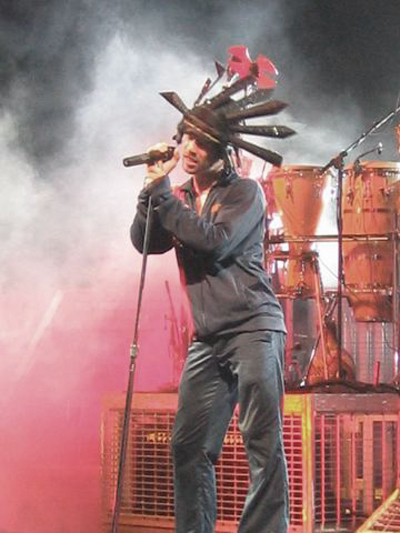
2005년, 제이슨 케이.

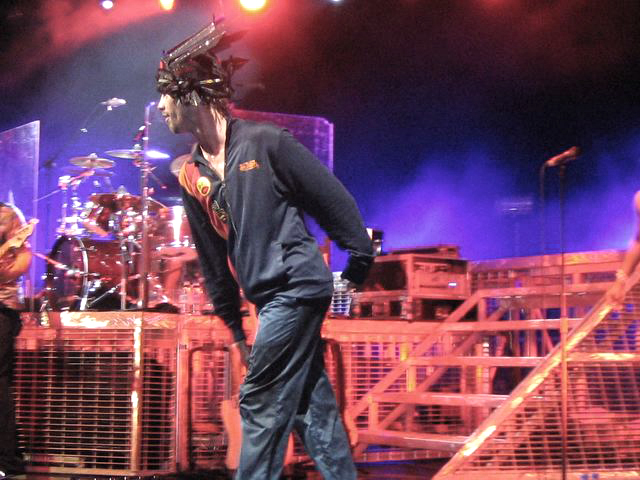
공연 중

자미로콰이(Jamiroquai)는 영국의 애시드 재즈 밴드이다. 자미로콰이는 1990년대 초반, 런던에서 활발하게 일어난 애시드 재즈 무브먼트 속에서 활동했던 인코그니토, 브랜드 뉴 헤비스, 갈리아노, 코듀로이 등의 밴드 중 가장 눈에 띄는 밴드였다. 애시드 재즈 밴드이지만 후속 앨범을 계속 내놓으면서 애시드 재즈 외의 다른 음악적 장르를 시도하기도 하였다.

## 이름의 유래
자미로콰이는 잼 세션의 잼(Jam)과 아메리카 원주민 이로쿼이족의 이름에 약한 근거를 두고 유래한 이로콰이(iroquai)의 합성어이다.

## 밴드 구성
자미로콰이 밴드의 구성원들은 여러 차례 바뀐 바 있다. 하지만 핵심 구성원이 있기는 한데, 핵심 구성원은 리드 싱어이자 밴드의 리더인 제이슨 케이 및 키보드 플레이어 토비 스미스이다. 자미로콰이의 결성에 있어서 제이슨 케이가 결정적으로 역할을 했다. 제이슨 케이가 브랜드 뉴 헤비스의 싱어 오디션에서 탈락하고 나서 자미로콰이를 결성했던 것이다.

### 현재 구성원
- 제이 케이(Jay Kay) - 보컬, 리드 싱어 (1992년 - 현재)
- 롭 해리스(Rob Harris) - 기타 (2001년 - 현재)
- 데릭 매킨지(Derrick McKenzie) - 드럼 (1993년 - 현재)
- 폴 터너(Paul Turner) - 베이스 (2004년 - 현재)
- 솔라 아킹볼라(Sola Akingbola) - 퍼커션 (1996년 - 현재)
- 매트 존슨(Matt Johnson) - 키보드 (2002년 - 현재)
- 로레인 매킨토시(Lorraine McIntosh) - 백 보컬(Backing Vocals)
- 헤이즐 페르난데스(Hazel Fernandez) - 백 보컬(Backing Vocals)
- 샘 스미스(Sam Smith) - 백 보컬(Backing Vocals)

### 이전 구성원
- 토비 스미스(Toby Smith) - 키보드 (1992년 - 2017년) 그 사망
- 왈리스 부캐넌(Wallis Buchanan) - 디저리두 (1992년 - 2001년)
- 개빈 도즈(Gavin Dodds) - 기타 (1993년 - 1994년)
- 사이먼 캐츠(Simon Katz) - 기타 (1995년 - 2000년)
- 스튜어트 젠더(Stuart Zender) - 베이스 (1993년 - 1998년)
- 닉 파이프(Nick Fyffe) - 베이스 (1998년 - 2003년)
- 닉 반 겔더(Nick Van Gelder) - 드럼 (1993년)
- 대런 갤리(Darren Galea) 아카 DJ D-Zire - 텐테이블 (1993년 - 2001년)
- 아드리안 레벨(Adrian Revell) - 플루트, 색소폰
- 윈스턴 롤링스(Winston Rollins) - 트럼본
- 존 서스켈(John Thirkell) - 트럼펫 (1993년 - 1998년)
- 사이먼 카터(Simon Carter) - 키보드 (1999년 - 2002년)

### 게스트 협연
- 앤드루 레비(Andrew Levy) - 베이스 (1992년)
- 사이먼 바솔로뮤(Simon Bartholomew) - 기타 (1992년)
- 마틴 쇼(Martin Shaw) - 트럼펫
- 베벌리 나이트(Beverley Knight) - 보컬 (2001년)

## 발자취
자미로콰이의 첫 번째 싱글, 〈When You Gonna Learn?〉은 1992년 애시드 재즈 레이블로 발매되었다. 이것이 성공한 이후, 제이슨 케이는 소니 BMG 뮤직 엔터테인먼트와 8장의 앨범을 내기로 계약하였다. 소니에서 발매한 첫 번째 앨범, 《Emergency on Planet Earth》는 1993년 발매되었다. 이어서, 1994년 《The Return of the Space Cowboy》 앨범이 발매되었다. 싱글 〈스페이스 카우보이〉(Space Cowboy)는 클럽이나 음악 차트에서 많은 인기를 얻었다.
초창기 자미로콰이는, 영국과 서유럽에서 인기를 얻어가고 있었던 반면에, 미국과 다른 국가에서는 잘 알려져 있지 않았었다. 자미로콰이의 국제적 인기몰이는 1996년도 세 번째 앨범 《트레블링 위다웃 무빙(Travelling Without Moving)》부터 시작되었다. 〈버추얼 인새니티(Virtual Insanity)〉와 〈코스믹 걸(Cosmic Girl)〉이 대 히트를 쳤다. 버추얼 인새니티의 성공은 뮤직 비디오의 혁신적 영상에 힘입은 바 크다. 이 비디오는 제이슨 케이의 중력을 벗어난 것 같은 움직임을 영상에 담고 있다. 1997년 MTV 뮤직 어워드에서 버추얼 인새니티는 4 부문의 상을 수상하였다. 최고의 영상 상, 최고의 특수 효과 상, 최고의 촬영 상, 최고의 혁신 상 등을 탔다.
싱글 〈디퍼 언더그라운드(Deeper Underground)〉 - 현재까지 밴드의 유일한 영국 싱글 차트 1위 곡이다. -는 1998년 영화 《고질라》 사운드트랙에 수록되었다. 싱글 〈캔드 히트(Canned Heat)〉- 미국에서는 1999년에 발매되었다. -는 영화 《센터 스테이지(2000)》, 《나폴레옹 다이나마이트(2004)》의 유명한 댄스 신에 수록되었고, 또한 닌텐도 DS의 리듬 게임 《엘리트 비트 에이전츠(Elite Beat Agents)》 및 소니 플레이스테이션 2의 카메라 게임 《아이토이:그루브(EyeToy: Groove)》에 쓰였다. 〈필 저스트 라이크 잇 슈드(Feels Just Like It Should)〉는 게임 《피파 06》에 쓰였고, 티모 마스 리믹스 형태로서 《니드 포 스피드: 모스트 원티드》에도 쓰였다.
애시드 재즈와 에스닉적인 영향은 초창기의 세 개 앨범에서 나타난다. 하지만 1999년 앨범 《싱크로나이즈드(Synkronized)》부터는 달라지기 시작했다. 펑크와 디스코에 관심을 두고 있던 제이 케이가 밴드의 성향을 다른 쪽으로 끌고 갔다. 5번째 앨범 《어 펑크 오디세이(A Funk Odyssey)》 (2001)에서는 격하게 변하였다. 일부의 평론가들과 음악 감상자들은 "자미로콰이의 사운드"를 잃어버린 것이라고 느꼈다. 디저리두를 연주했던 왈리스 부캐넌 같은 초창기 멤버의 이탈이 점점 많아지는 가운데, 이 때의 자미로콰이는 1992의 자미로콰이와는 아주 다른 밴드가 되었다. 그럼에도 불구하고, 5번째 앨범의 첫 번째 싱글 〈리틀 엘(Little L)〉은 전 세계적으로 여러 곳에서 차트 1위를 차지했다.
6번째 앨범 《다이나마이트(Dynamite)》는 2005년 6월 20일 발매되었다. 영국 앨범 차트에서 3위를 기록하였다. 이 앨범의 첫 번째 싱글 〈필 저스트 라이크 잇 슈드(Feels Just Like It Should)〉는 6월 초에 발매되었고, 두 번째 싱글 〈세븐 데이즈 인 서니 준(Seven Days In Sunny June)〉는 8월 15일 발매되었다. 3번째 싱글 〈(돈'트) 기브 헤이트 어 챈스((Don't) Give Hate A Chance)〉는 11월 7일 발매되었다.
2006년 11월 자미로콰이는 그레이티스트 히트 모음집도 내놓았다. 앨범 제목은 《하이 타임스: 싱글즈 1992-2006》이다. 이 앨범은 소니 뮤직과의 8장 앨범 발매 계약 중 마지막 앨범이었다. 발매 몇 주 후, 이 앨범은 영국 앨범 차트 1위를 기록하였다. 이 앨범에는 신곡도 들어 있다. 〈러너웨이(Runaway)〉,〈라디오(Radio)〉가 신곡이다. 9월 18일〈러너웨이〉는 영국 라디오 방송에서 첫 전파를 탔으며, 10월 30일 싱글로 발매되었다.
2006년 3월, 자미로콰이는 음반사를 콜롬비아 레코드로 옮겼다. 향후 음반은 컴럼비아 레코드 하에서 발매될 예정이다.

2007년 3월, 제이 케이가 은퇴 계획을 발표하였다. 2007년 현재 37살인 제이 케이는, 데일리 미러와의 인터뷰에서, 현재 자신에게 중요한 일은 "좋은 여자를 만나 아이를 갖는 것"이라고 말한 바 있다. 데일리 미러의 기사에 대해 제이 케이는 공식 사이트에 글을 남겼다: 
평소와 같이 싸구려 헤드라인이나 써내려고 데일리 미러는 틀린 말을 했다. 내가 하고 싶은 말은, 스튜디오가 개장하는 데까지는 시간이 좀 걸리고, 몇 달 동안 우리는 음악을 만들고 있지 않을 것이라는 것이다. 내가 음악계를 떠날 이유는 없다. 현재 SonyBMG와의 길고 긴 장기 계약이 막 끝났고, 우리에게는 많은 선택의 기회가 있다. 우리에게 주어진 시간을 적절히 잘 쓰고 있는 것이다. 앞으로 더 흥미진진해질 것이다.

2007년 인텔 긱에서, 제이 케이는 자메이카에서 휴가를 보낸 뒤 다음 앨범 녹음에 착수하겠다고 말했다.

### 제이 케이 vs 소니
제이 케이는 음반사 소니 뮤직에 대해 불만을 표시한 바 있다. 2006년 11월 시드니 모닝 헤럴드와의 인터뷰에서, 그는 "현재 (비용-수익의) 18%는 음악이고 나머지 82%는 마케팅 짓거리이다.... 다음 번에 내가 앨범을 내면, 그냥 5달러에 인터넷에 올려놓겠다."라고 말한 적이 있다.
또한, 자미로콰이의 히트곡 모음집인 "그레이티스트 히트" 앨범이 단지 계약상 의무를 지키기 위해서 발매한 것이라고 말한 바 있다: "2006년 지독한 그림(음반사)에서 빠져나왔다."고 말한 바 있다.
더 선지와의 인터뷰에서 했던 말("내 인생에서 할 것이 하나 더 있다.... 나는 안정과 휴식을 원하며 좋은 여자 만나 아이들이랑 토닥토닥 오손도손 살다 죽고 싶다")은 2005년/2006년 다이나마이트 투어가 취소될 것이라는 루머를 불러 일으킨 바 있다.

## 기타 프로젝트
- 2006년 5월 자미로콰이는 스페인 바르셀로나에서 로레우스 스포츠 어워드 Laureus Sports Awards 중 공연을 했다. 2006년 6월 이 공연 녹화가 NBC에 방송되었다.
- 2003년 자미로콰이는 아줄리 레크드 사의 레이트 나이트 테일즈 시리즈의 하나로 DJ 믹스 앨범 하나를 편찬/믹스해 내놓았다. 여기에 수록된 트랙들을 보면, 자미로콰이에 영향을 준 펑크, 솔 음악, 디스코 등의 음악을 알 수 있다. 포인터 시스터스, 코모도어스, 자니 하몬드 스미스, 마빈 게이 같은 음악가들의 음악이 수록되어 있다.

## 음반 목록
이하 발매일은 영국 기준이다.

### 정규 음반
- 《Emergency on Planet Earth》 (1993년 5월 17일) - 영국 1위
- 《The Return of the Space Cowboy》 (1994년 10월 17일) - 영국 2위
- 《Travelling Without Moving》 (1996년 9월 9일) - 영국 2위, 미국 24위
- 《Synkronized》 (1999년 6월 14일) - 영국 1위, 미국 28위
- 《A Funk Odyssey》 (2001년 9월 3일) - 영국 1위, 미국 44위
- 《다이나마이트(Dynamite)》 (2005년 6월 20일) - 영국 3위, 미국 145위
- 《락 더스트 라이트 스타(Rock Dust Light Star)》 (2010년 11월 1일) - 영국 7위

### 컴필레이션
- 《Late Night Tales: Jamiroquai》 (2003년 11월 10일)
- 《High Times: Singles 1992-2006》 (2006년 11월 6일) - 영국 1위, 이탈리아 5위, 일본 4위

### 참여 음반
- 《Jazzmatazz, Vol. 2: The New Reality》 (1995년 7월 18일)

### DVD
- 《베로나 공연(Live In Verona)》 (2002년 11월 11일) - 영국 7위
- 《High Times: Singles 1992-2006》 (2006년 11월 6일)

### 싱글
| 년도 | 곡                                                                 | 영국 싱글 차트 | 미국 댄스 차트 | 앨범                                              |
| ---- | ------------------------------------------------------------------ | -------------- | -------------- | ------------------------------------------------- |
| 1992 | "When You Gonna Learn"                                             | 52             | -              | Emergency on Planet Earth                         |
| 1993 | "Too Young to Die"                                                 | 10             | -              | Emergency on Planet Earth                         |
| 1993 | "Blow Your Mind"                                                   | 12             | -              | Emergency on Planet Earth                         |
| 1993 | "Emergency on Planet Earth"                                        | 32             | 4              | Emergency on Planet Earth                         |
| 1993 | "When You Gonna Learn" (재-발매)                                   | 28             | -              | Emergency on Planet Earth                         |
| 1994 | "Space Cowboy"                                                     | 17             | 1              | The Return of the Space Cowboy                    |
| 1994 | "Half the Man"                                                     | 15             | -              | The Return of the Space Cowboy                    |
| 1995 | "Stillness in Time"                                                | 9              | -              | The Return of the Space Cowboy                    |
| 1995 | "Light Years"                                                      | -              | 6              | The Return of the Space Cowboy                    |
| 1995 | "The Kids (Jamiroquai song)\|The Kids"                             | -              | -              | The Return of the Space Cowboy                    |
| 1995 | "Morning Glory" (프로모)                                           | -              | -              | The Return of the Space Cowboy                    |
| 1996 | "Do You Know Where You're Coming From" (엠-비트 피처링 자미로콰이) | 12             | -              | Travelling Without Moving 보너스 트랙             |
| 1996 | "Virtual Insanity"                                                 | 3              | 34             | Travelling Without Moving                         |
| 1996 | "Cosmic Girl"                                                      | 6              | 7              | Travelling Without Moving                         |
| 1997 | "Alright"                                                          | 6              | 7              | Travelling Without Moving                         |
| 1997 | "High Times"                                                       | 20             | 9              | Travelling Without Moving                         |
| 1998 | "Deeper Underground"                                               | 1              | 22             | 고질라 사운드트랙 / Synkronized / A Funk Odyssey  |
| 1999 | "Canned Heat"                                                      | 4              | 1              | Synkronized                                       |
| 1999 | "Supersonic"                                                       | 22             | 1              | Synkronized                                       |
| 1999 | "King for a Day"                                                   | 20             | -              | Synkronized                                       |
| 2001 | "I'm in the Mood for Love" (줄스 홀랜드와 같이)                    | 29             | -              | -                                                 |
| 2001 | "An Online Odyssey" (10,000 장, 앨범 아닌 프로모)                  | -              | -              | Synkronized에서 옴. A Funk Odyssey 앨범 프로모팅. |
| 2001 | "Little L"                                                         | 5              | 2              | A Funk Odyssey                                    |
| 2001 | "You Give Me Something"                                            | 16             | 2              | A Funk Odyssey                                    |
| 2001 | "Love Foolosophy"                                                  | 14             | -              | A Funk Odyssey                                    |
| 2002 | "Corner of the Earth"                                              | 31             | -              | A Funk Odyssey                                    |
| 2002 | "Main Vein"                                                        | -              | -              | A Funk Odyssey                                    |
| 2005 | "Feels Just Like It Should"                                        | 8              | 1              | Dynamite                                          |
| 2005 | "Seven Days in Sunny June"                                         | 14             | -              | Dynamite                                          |
| 2005 | "(Don't) Give Hate a Chance"                                       | 27             | -              | Dynamite                                          |
| 2005 | "Hollywood Swingin'" (쿨 & 더 갱 피처링 자미로콰이)                | -              | 5              | Kool & the Gang: Reloaded                         |
| 2006 | "Runaway"                                                          | 18             | 1              | High Times: Singles 1992-2006                     |

## 같이 보기
- 클래지콰이 프로젝트

### 공식 사이트
- (영어) 공식 웹사이트
- (영어) (영어) 자미로콰이 - 마이스페이스
- (영어) 자미로콰이 - 라스트 FM

### 비공식 사이트
- (스페인어) 자미로콰이 바이오그래피